# 懐州
懐州（かいしゅう）は、中国にかつて存在した州。南北朝時代からモンゴル帝国時代にかけて、現在の河南省焦作市一帯に設置された。

## 魏晋南北朝時代
467年（天安2年）、北魏により懐州が設置された。494年（太和18年）に廃止されたが、東魏の天平初年に再び設置された。東魏の懐州は河内郡・武徳郡の2郡8県を管轄した。

## 隋代
隋初には、懐州は2郡4県を管轄した。596年（開皇16年）に獲嘉・修武・武陟の3県を分割して殷州が設置されたが、605年（大業元年）に廃止となり、再び懐州に統合されている。607年（大業3年）、郡制施行に伴い、懐州は河内郡と改称され、下部に10県を管轄した。隋代の行政区分に関しては下表を参照。
| 隋代の行政区画変遷 | 隋代の行政区画変遷 | 隋代の行政区画変遷 | 隋代の行政区画変遷 | 隋代の行政区画変遷 | 隋代の行政区画変遷 | 隋代の行政区画変遷                                                  |
| 区分               | 開皇元年           | 開皇元年           | 開皇元年           | 開皇元年           | 区分               | 大業3年                                                             |
| ------------------ | ------------------ | ------------------ | ------------------ | ------------------ | ------------------ | ------------------------------------------------------------------- |
| 州                 | 懐州               | 懐州               | 邵州               | 衛州               | 郡                 | 河内郡                                                              |
| 郡                 | 河内郡             | 武徳郡             | 王屋郡             | 修武郡             | 県                 | 河内県 安昌県 王屋県 獲嘉県 修武県 新郷県 共城県 温県 済源県 河陽県 |
| 県                 | 野王県 軹県        | 州県 懐県          | 王屋県             | 獲嘉県 修武県      | 県                 | 河内県 安昌県 王屋県 獲嘉県 修武県 新郷県 共城県 温県 済源県 河陽県 |

## 唐代
619年（武徳2年）、唐により河内郡済源県西南の柏崖城に懐州が置かれた。621年（武徳4年）、野王城に州治が移された。742年（天宝元年）、懐州は河内郡と改称された。758年（乾元元年）、河内郡は懐州と改称された。懐州は河北道に属し、河内・武徳・武陟・修武・獲嘉の5県を管轄した。

## 宋代以降
北宋のとき、懐州は河北西路に属し、河内・修武・武陟の3県を管轄した。
1126年（天会4年）、宗望率いる金軍が懐州を攻め落とした。懐州は河東南路に属し、河内・修武・山陽・武陟の4県と武徳・柏郷・万善・清化・承恩・宋郭の6鎮を管轄した。
1257年、モンゴル帝国により懐州は懐孟路と改められた。